# Пристава (Боровниця)
Пристава (словен. Pristava) — поселення в общині Боровниця, Осреднєсловенський регіон, Словенія. Висота над рівнем моря: 477,9 м.